# Косович, Небойша
Небойша Косович (черног. Небојша Косовић / Nebojša Kosović; род. 24 февраля 1995, Никшич) — черногорский футболист, полузащитник сборной Черногории.

## Клубная карьера

### «Воеводина»
В молодёжных командах «Воеводины» Косович показал большой потенциал. Это не осталось незамеченным первой командой тренеров, и 9 апреля 2011 года, под руководством тренера Зорана Милинковича Косович дебютировал в первой команде, в возрасте всего 16 лет и 44 дней Косович дебютировал в первой команде, в возрасте всего 16 лет и 44 дней. Это сделало его одним из самых молодых дебютантов в истории клубов. В начале 2012 года Косович подписал трёхлетний контракт с клубом. В начале сентября 2013 года Косович подписал расширение нынешнего контракта на два года. Он длится до 2017 года.

### «Стандард» Льеж
31 января 2014 года, Косович переехал в бельгийский клуб «Стандард Льеж» на четыре с половиной года, а затем был отдан в аренду венгерскому «Уйпешту».

### «Уйпешт» Будапешт
С «Уйпештом» выиграл Кубок Венгрии 2013/14 и Суперкубок Венгрии 2014.

### «Партизан» Белград
С «Партизаном» стал чемпионом Сербии 2016/2017 и выиграл три Кубка Сербии (2015/16, 2016/17, 2017/18).

### «Кайрат» Алматы
В последние дни «трансферного окна» 31 марта 2019 алматинский «Кайрат» выкупил черногорца за 450 тысяч евро у белградского «Партизана». В матче с «Тоболом» сделал свой первый дубль.

## Международная карьера
В 2010 году Косович представлял сборную Черногории на Летних юношеских Олимпийских Играх.
Косович был членом черногорских команд U-16 и U-17. 14 августа 2013 года он дебютировал за черногорскую сборную U-21.

## Достижения
«Войводина»
- Обладатель Кубка Сербии: 2013/14

«Уйпешт»
- Обладатель Кубка Венгрии: 2013/14

«Партизан»
- Чемпион Сербии: 2016/2017
- Обладатель Кубка Сербии (4): 2015/16, 2016/17, 2017/18, 2018/19

«Кайрат»
- Чемпион Казахстана: 2020
- Серебряный призёр чемпионата Казахстана: 2019